# Frågeord
Frågeord är en typ av ord som inleder sökande frågesatser. Frågeorden utgörs av antingen ett frågande (interrogativt) pronomen eller ett frågande adverb.

## Typer av frågeord

### Frågande pronomen
Frågande pronomen används i frågor där avsikten är att precisera någons eller någots identitet eller egenskap. De frågande pronomenen är vem, vad, vilken, vad för, och hurdan.
- Vem har kommit?
- Vad har du gjort?
- Vilken tröja är snyggast?
- Vad för bok har du köpt?
- Hurdan var den?

Ett frågande pronomen kan även inleda en frågebisats
- De undrade vem som hade kommit.
- Hon funderade på vad han hade gjort.

### Frågande adverb
De frågande adverben är när, hur, var och vart.
- När kommer du?
- Hur ser han ut?
- Var är de någonstans?
- Vart är du på väg?

Ett frågande adverb kan även inleda en frågebisats.
- Vi undrade när hon skulle ha tid för det.
- Jag frågade mig hur han tagit sig dit.